# Bulimulidae
Bulimulidae é uma família de moluscos gastrópodes terrestres Pulmonata do clado Stylommatophora, classificada por Tryon em 1867. São caracóis nativos da América neotropical, em sua maioria dotados de concha e habitando a floresta tropical e subtropical úmida; principalmente no Brasil, região Andina e
América Central (outrora com taxa australianos e malasianos; com provável origem em Gondwana). No Chile ela está representada unicamente pelos gêneros Bostryx e Scutalus.

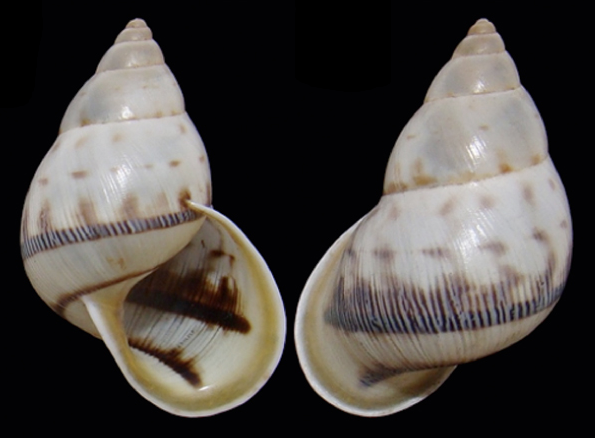
Conchas de Drymaeus branneri, em vista inferior (esquerda) e superior (direita); espécie da subfamília Peltellinae.
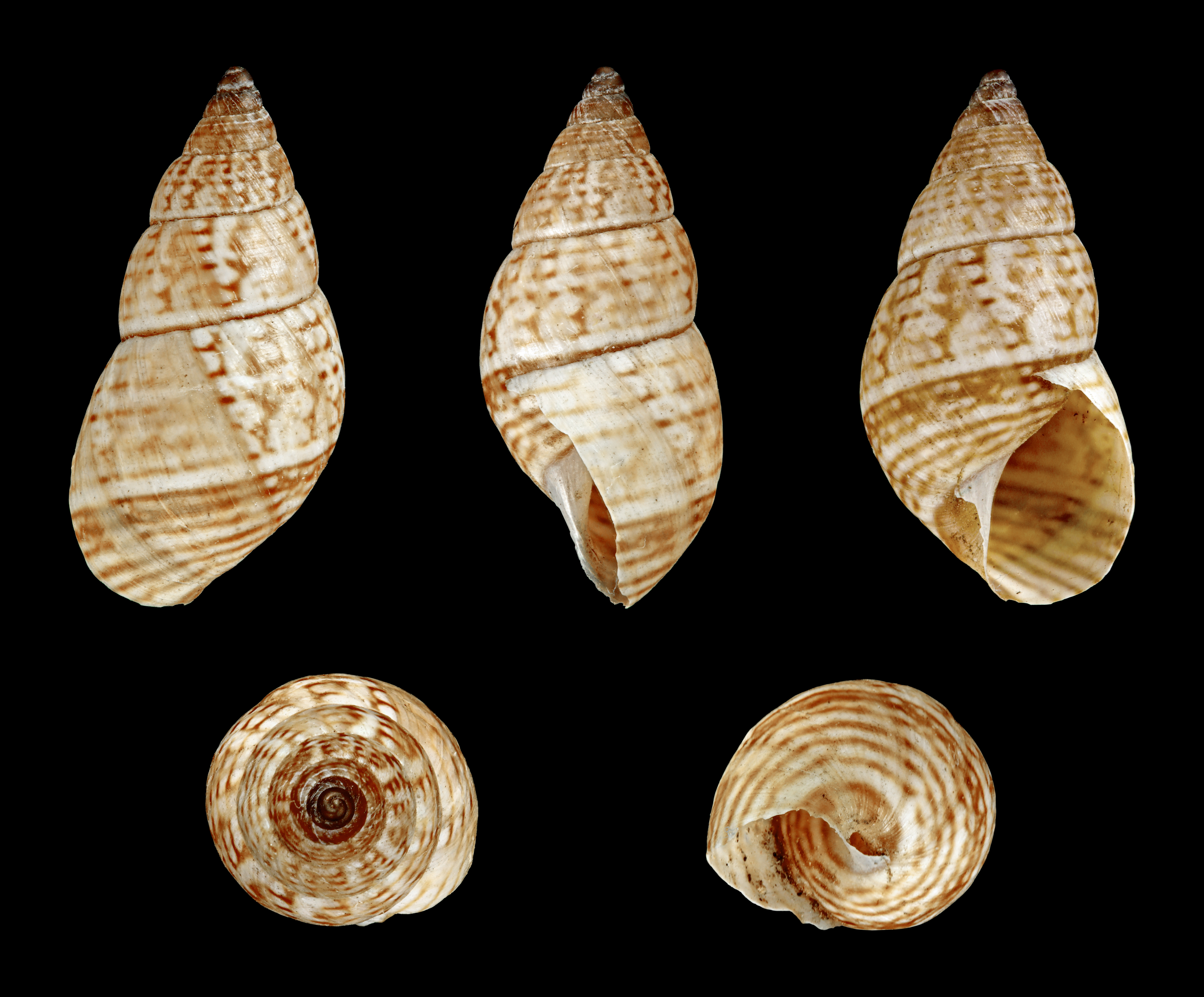
Cinco vistas da concha de Bostryx pictus, único gênero da subfamília Bostrycinae dos Bulimulidae; com diversos outros taxa transferidos para este.
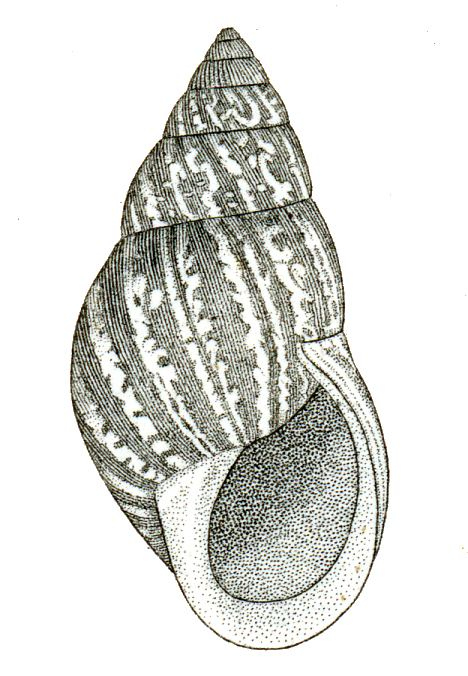
Ilustração de concha do gênero Bulimulus (subfamília Bulimulinae)[2]; retirada de Binney, WG. (1878): The terrestrial air-breathing mollusks of the United States and the adjacent territories of North America.
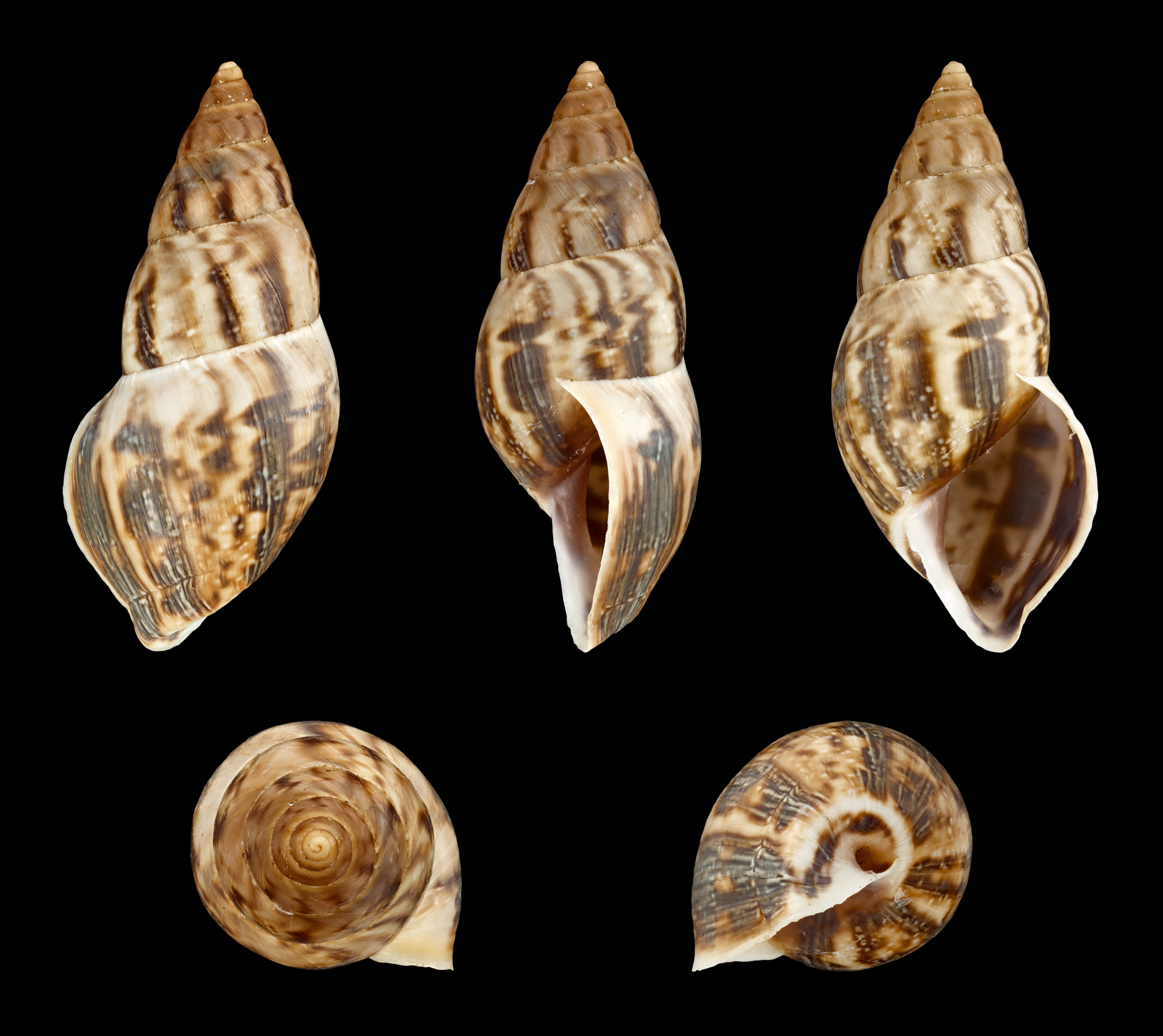
Cinco vistas da concha de Drymaeus chanchamayensis (subfamília Peltellinae)[2]; espécime proveniente do Peru.
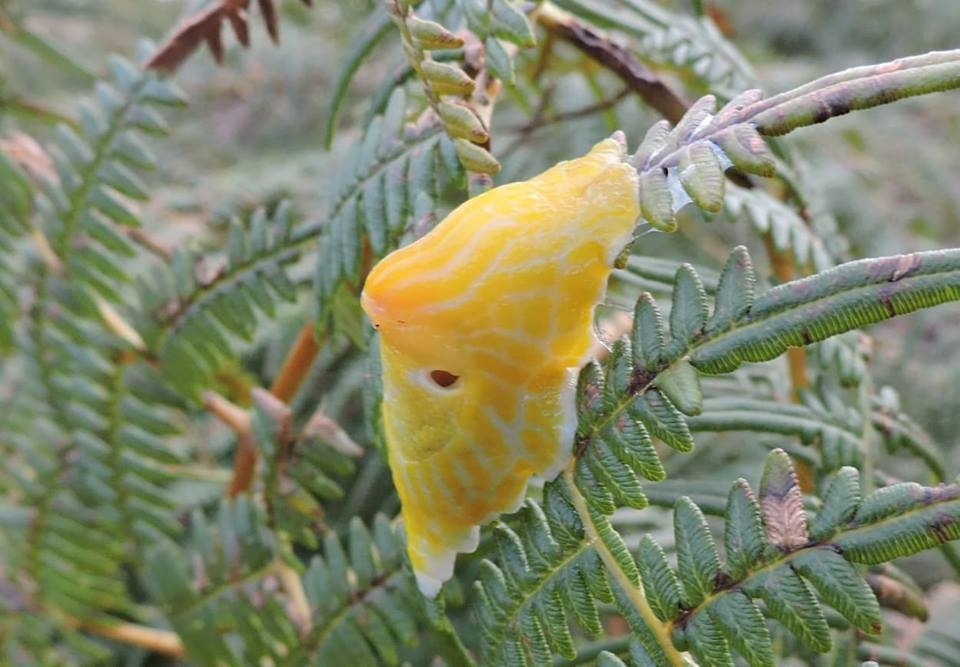
Peltella iheringi; fotografia tirada na encosta da Serra do Mar, entre o Rio de Janeiro e São Paulo; sobre Pteridophyta. Aqui é bem visível o seu pneumóstoma em contato com a atmosfera.

## Taxonomia: subfamílias e gêneros
De acordo com a página World Register of Marine Species.
- Subfamília: Bostrycinae Breure, 2012

Gênero: Bostryx Troschel, 1847
- Subfamília: Bulimulinae Tryon, 1867 (ex Berendtiinae P. Fischer & Crosse, 1872)

Gênero: Anctus E. von Martens, 1860
Gênero: Auris Spix, 1827
Gênero: Berendtia Crosse & P. Fischer, 1869
Gênero: Bocourtia Rochebrune, 1882
Gênero: Bulimulus Leach, 1814
Gênero: Cochlorina Jan, 1830
Gênero: Graptostracus Pilsbry, 1939
Gênero: Itaborahia Maury, 1935 †
Gênero: Kora Simone, 2012
Gênero: Llaucanianus Weyrauch, 1967
Gênero: Lopesianus Weyrauch, 1958
Gênero: Naesiotus Albers, 1850
Gênero: Neopetraeus E. von Martens, 1885
Gênero: Newboldius Pilsbry, 1932
Gênero: Oreoconus D. W. Taylor in McKenna et al., 1962 †
Gênero: Otostomus H. Beck, 1837
Gênero: Oxychona Mörch, 1852
Gênero: Protoglyptus Pilsbry, 1897
Gênero: Pseudoxychona Pilsbry, 1930
Gênero: Rabdotus Albers, 1850
Gênero: Scutalus Albers, 1850
Gênero: Spartocentrum Dall, 1895
Gênero: Sphaeroconcha Breure, 1978
Gênero: Stenostylus Pilsbry, 1898
Gênero: Suniellus Breure, 1978
Gênero: Thaumastus E. von Martens, 1860
- Subfamília: Peltellinae Gray, 1855

Gênero: Drymaeus Albers, 1850
Gênero: Peltella Gray, 1855
Gênero: Tocobaga Auffenberg, Slapcinsky & Portell, 2015 †